# Zoöspore

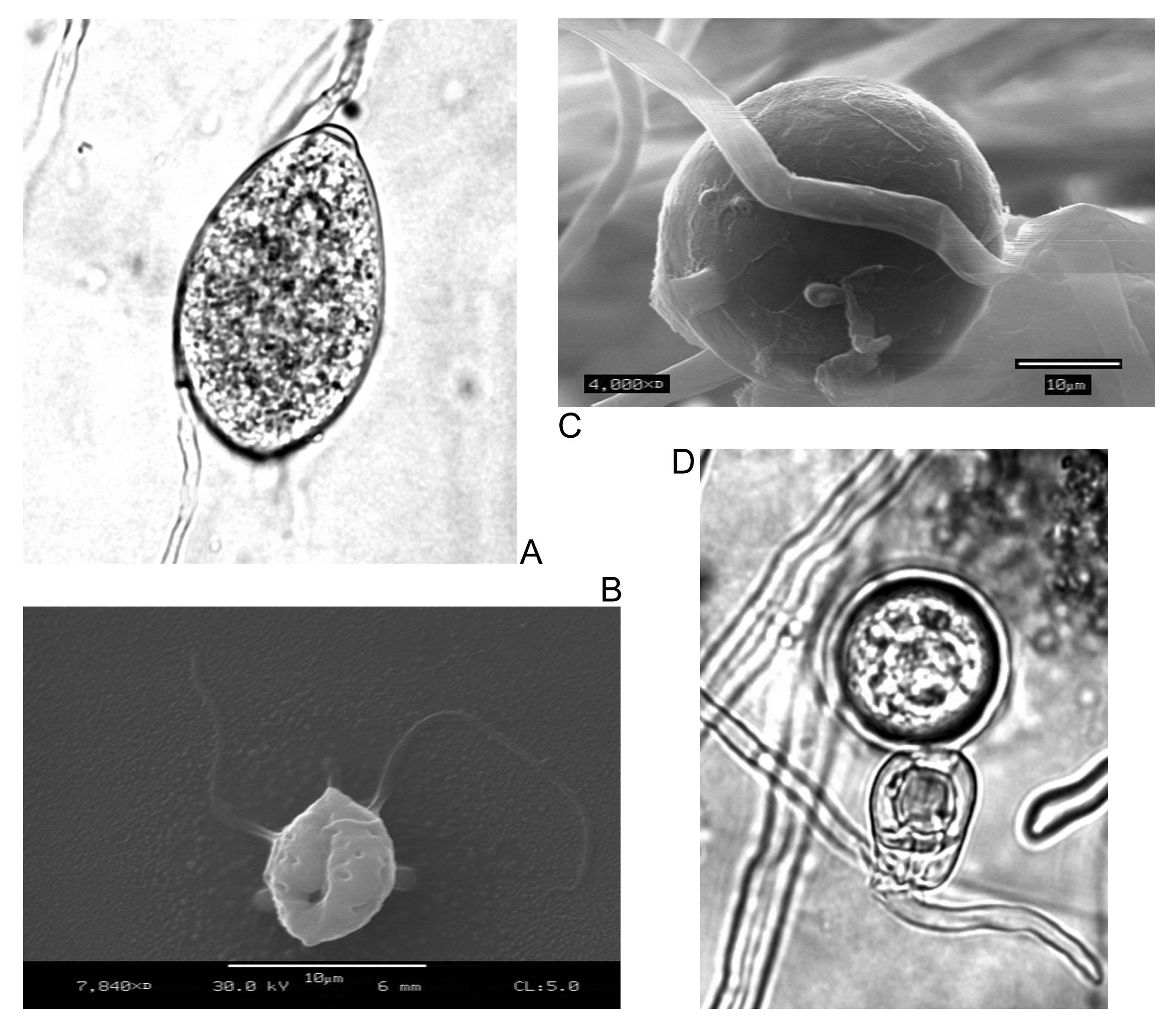
Phytophthora voortplantingsorganen: A: Sporangium. B: Zoöspore. C: Chlamydospore. D: Oöspore.

Een zoöspore is een aseksuele (ongeslachtelijke) spore met een zweepstaartje (flagellum), waarmee de spore zich voortbeweegt. Het wordt ook wel een zwemspore genoemd.
Oomycetes en heterokont-algen hebben zoösporen met twee zweepdraden.